# Lewis David von Schweinitz
Lewis (ou Ludwig) David von Schweinitz (Bethlehem, Pensilvânia, 13 de fevereiro de 1780 — Bethlehem, 8 de fevereiro de 1834) foi um clérigo, botânico e micologista norte-americano.